# Света Луција на Светском првенству у атлетици на отвореном 2013.
Света Луција је учествовала на 14. Светском првенству у атлетици на отвореном 2013. одржаном у Москви од 10. до 18. августа четрнаести пут, односно учествовала је на свим првенствима до данас. Репрезентацију Свете Луције представљале су три атлетичарке које су се такмичили у две дисциплине.,.
На овом првенству такмичарке Свете Луције нису освојиле ниједну медаљу, а оборен је један лични рекорд.

## Учеснице
Жене:
- Леверн Спенсер — Скок увис
- Jeanelle Scheper — Скок увис
- Makeba Alcide — Седмобој

## Резултати

### Жене
| Атлетичарка      | Дисциплина | Лични рекорд | Група    | Група        | Полуфинале | Полуфинале | Финале                | Финале  | Детаљи |
| Атлетичарка      | Дисциплина | Лични рекорд | Резултат | Место        | Резултат   | Место      | Резултат              | Место   | Детаљи |
| ---------------- | ---------- | ------------ | -------- | ------------ | ---------- | ---------- | --------------------- | ------- | ------ |
| Леверн Спенсер   | скок увис  | 1,98 НР      | 1,92     | 6 у гр. А кв |            |            | 1,89                  | 11 / 27 |        |
| Jeanelle Scheper | скок увис  | 1,92         | 1,83     | 13. у гр. Б  |            |            | Није се квалификовала | 24 / 27 |        |

Седмобој
| Дисциплина   | Makeba Alcide | Makeba Alcide | Makeba Alcide | Makeba Alcide | Makeba Alcide | Makeba Alcide |
| Дисциплина   | Лич. рек.     | Резултат      | Бод.          | Плас.         | Укупно        | Плас.         |
| ------------ | ------------- | ------------- | ------------- | ------------- | ------------- | ------------- |
| 100 м преп.  | 13,52 НР      | 13,73         | 1.017         | 14            |               |               |
| Скок увис    | 1,88          | 1,80          | 978           | 12            | 1.995         | 13            |
| Бацање кугле | 12,89         | 11,82         | 649           | 30            | 2.644         | 22            |
| 200 м        | 24,31         | 24,96         | 890           | 18            | 3.640         | 21            |
| Скок удаљ    | 6,05          | 5,62          | 735           | 30            | 4.269         | 26            |
| Бацање копља | 37,06         | 37,09 ЛР      | 612           | 29            | 4.881         | 29            |
| 800 м        | 2:12,05       | 2:16,65       | 870           | 20            |               |               |
| Укупно       | 6.050 НР      |               |               |               | 5.751         | 289 / 29 (33) |